# Francesc Xavier Bigatà i Ribé
Francesc Xavier Bigatà i Ribé   (Sabadell, 31 d'octubre de 1939) és un advocat i polític català.

## Biografia
Llicenciat en Dret i Diplomat en Administració d'Empreses. Militant de CDC, el 1975 en fou membre del Comitè Executiu i del Consell Nacional. També ha estat conseller de la Caixa d'Estalvis de Sabadell, fundador de la Jove Cambra de Sabadell, membre de la Fundació Bosch i Cardellach i president de la junta administrativa del Centre de Medicina Preventiva Escolar de Sabadell. El 1979 fou escollit diputat i president de la Comissió d'Hisenda i Règim Interior de la Diputació de Barcelona (1979), com també representant a la Corporació Metropolitana de Barcelona i al Consorci de Túnels del Tibidabo. A les eleccions municipals espanyoles de 1979 fou elegit tinent d'alcalde de l'Ajuntament de Sabadell, càrrec que va ocupar fins al 1983. Fou elegit diputat al Parlament de Catalunya a les eleccions al Parlament de Catalunya de 1980, 1984 i 1988.
Fou conseller de Política Territorial i Obres Públiques de la Generalitat de Catalunya de 1983 a 1988. Posteriorment ha estat president de la Companyia d'Aigües de Sabadell, promotor del Teatre del Sol.